# Storsjön (Gällivare socken, Lappland)
Storsjön är en sjö i Gällivare kommun i Lappland och ingår i Kalixälvens huvudavrinningsområde. Sjön har en area på 3,76 kvadratkilometer och ligger 499 meter över havet. Storsjön ligger i Lina fjällurskog Natura 2000-område. Sjön avvattnas av vattendraget Hirvasjoki.

## Delavrinningsområde
Storsjön ingår i det delavrinningsområde (747274-171465) som SMHI kallar för Utloppet av Storsjön. Medelhöjden är 549 meter över havet och ytan är 20,67 kvadratkilometer. Det finns inga avrinningsområden uppströms utan avrinningsområdet är högsta punkten. Hirvasjoki som avvattnar avrinningsområdet har biflödesordning 3, vilket innebär att vattnet flödar genom totalt 3 vattendrag innan det når havet efter 315 kilometer. Avrinningsområdet består mestadels av skog (66 procent). Avrinningsområdet har 3,82 kvadratkilometer vattenytor vilket ger det en sjöprocent på 18,5 procent.